# ACF Fiorentina 2023-2024 (femminile)
Questa voce raccoglie le informazioni riguardanti la squadra femminile dell'ACF Fiorentina nelle competizioni ufficiali della stagione 2023-2024.

## Stagione
Quella del 2023-2024 è stata la nona stagione in Serie A femminile della Fiorentina, seconda stagione a carattere professionistico nella storia della Serie A. La società, dopo aver comunicato la conclusione del contratto con Patrizia Panico, aveva annunciato alla nuova guida tecnica Sebastiàn De La Fuente, che la stagione precedente aveva portato il Como alla salvezza, coadiuvato dalla ex calciatrice Priscilla Del Prete come vice.
Dopo aver disputato la prima partita di campionato allo stadio comunale Pietro Torrini di Sesto Fiorentino, campo da gioco per le partite interne per tutta la precedente stagione, a partire dalla seconda giornata le gare casalinghe sono state disputate allo stadio Curva Fiesole del Viola Park a Bagno a Ripoli, il nuovo centro sportivo della società viola.
In campionato la squadra ha concluso la stagione regolare al terzo posto, accedendo così alla poule scudetto, e rimanendo a ridosso della Juventus, seconda classificata. Nel corso della poule scudetto la squadra ha pareggiato tre partite e perso le altre cinque, riuscendo, comunque, a mantenere la terza posizione con 42 punti conquistati, frutto di 12 vittorie, 6 pareggi e 8 sconfitte. Col terzo posto ha guadagnato l'accesso al secondo turno di qualificazione dell'UEFA Women's Champions League 2024-2025.
In Coppa Italia la squadra è arrivata fino in finale. Dopo aver eliminato la Ternana agli ottavi di finale, ai quarti di finale ha superato l'Inter nel doppio confronto dopo i tiri di rigore, dopo che sia l'andata che il ritorno si erano conclusi in parità. In semifinale la Fiorentina ha battuto la Juventus sia all'andata che al ritorno, qualificandosi per la finale, dove è stata sconfitta dalla Roma dopo i tiri di rigore e dopo aver subito al novantesimo minuto la rete del pareggio.

## Divise e sponsor
La grafica delle divise casalinghe ripropone i colori sociali del club, principalmente il viola, adottati dalla squadra maschile della Fiorentina. Il main sponsor è Mediacom, lo sponsor tecnico, fornitore delle tenute da gioco, Robe di Kappa.
| Casa | Trasferta |

## Organigramma societario
Area tecnica
- Allenatore: Sebastian De La Fuente
- Allenatore in seconda: Priscilla Del Prete
- Preparatore dei portieri: Carmelo Roselli
- Preparatori atletici: Alessandro Buccolini, Giovanni De Gennaro, Ettore Iacopetti
- Match analyst: Simone Saravo

Area sanitaria
- Medico Sociale: Matteo Donadei
- Fisioterapista: Andrea Magro, Elisa Peccini, Costanza Delli

Area organizzativa
- Magazzinieri:
- Team Manager: Nicola Cecconi

## Rosa
Rosa e numeri come da sito ufficiale.
| N. |                     | Ruolo | Calciatrice             |
| -- | ------------------- | ----- | ----------------------- |
| 1  | Italia (bandiera)   | P     | Katja Schroffenegger    |
| 3  | Italia (bandiera)   | D     | Giorgia Spinelli        |
| 4  | Italia (bandiera)   | C     | Norma Cinotti           |
| 5  | Italia (bandiera)   | D     | Alice Tortelli          |
| 6  | Germania (bandiera) | C     | Stephanie Breitner      |
| 7  | Italia (bandiera)   | A     | Miriam Longo            |
| 8  | Italia (bandiera)   | C     | Alice Parisi            |
| 9  | Svezia (bandiera)   | A     | Pauline Hammarlund      |
| 10 | Italia (bandiera)   | A     | Michela Catena          |
| 11 | Ungheria (bandiera) | A     | Zsanett Kaján           |
| 11 | Italia (bandiera)   | C     | Melissa Bellucci        |
| 14 | Italia (bandiera)   | D     | Martina Toniolo         |
| 16 | Slovenia (bandiera) | D     | Kaja Eržen              |
| 17 | Svezia (bandiera)   | A     | Madelen Janogy          |
| 18 | Islanda (bandiera)  | C     | Alexandra Jóhannsdóttir |

| N. |                      | Ruolo | Calciatrice          |
| -- | -------------------- | ----- | -------------------- |
| 19 | Italia (bandiera)    | C     | Margherita Santini   |
| 20 | Serbia (bandiera)    | C     | Milica Mijatović     |
| 21 | Italia (bandiera)    | C     | Emma Severini        |
| 22 | Svezia (bandiera)    | A     | Karin Lundin         |
| 23 | Austria (bandiera)   | D     | Marina Georgieva     |
| 24 | Italia (bandiera)    | P     | Rachele Baldi        |
| 27 | Italia (bandiera)    | D     | Linda Tucceri Cimini |
| 28 | Italia (bandiera)    | P     | Viola Bartalini      |
| 30 | Italia (bandiera)    | D     | Martina Zanoli       |
| 34 | Francia (bandiera)   | D     | Laura Agard          |
| 38 | Italia (bandiera)    | C     | Linda Masini         |
| 44 | Danimarca (bandiera) | D     | Emma Færge           |
| 55 | Italia (bandiera)    | P     | Federica Russo       |
| 87 | Spagna (bandiera)    | C     | Verónica Boquete     |

## Calciomercato

### Sessione estiva
| Acquisti | Acquisti         | Acquisti            | Acquisti      |
| R.       | Nome             | da                  | Modalità      |
| -------- | ---------------- | ------------------- | ------------- |
| D        | Emma Færge       | HB Køge             | definitivo    |
| D        | Marina Georgieva | Paris Saint-Germain | definitivo    |
| D        | Giorgia Spinelli | Sampdoria           | svincolata    |
| D        | Martina Toniolo  | Juventus            | prestito      |
| D        | Martina Zanoli   | Como                | fine prestito |
| C        | Norma Cinotti    | Roma                | prestito      |
| C        | Emma Severini    | Roma                | definitivo    |
| A        | Miriam Longo     | Milan               | definitivo    |
| A        | Karin Lundin     | Rosengård           | definitivo    |

| Cessioni | Cessioni               | Cessioni      | Cessioni      |
| R.       | Nome                   | a             | Modalità      |
| -------- | ---------------------- | ------------- | ------------- |
| D        | Federica Cafferata     | Juventus      | definitivo    |
| D        | Jazmin Nichole Jackmon | C.C. Mariners | definitivo    |
| D        | Francesca Vitale       |               | ritirata      |
| C        | Azzurra Corazzi        | Arezzo        | definitivo    |
| C        | Giulia Giacobbo        | Napoli        | prestito      |
| C        | Sarah Huchet           |               | svincolata    |
| A        | Sara Baldi             | Como          | prestito      |
| A        | Jenna Menta            |               | svincolata    |
| A        | Margherita Monnecchi   | Como          | prestito      |
| A        | Martina Sechi          | Cesena        | prestito      |
| A        | Annahita Zamanian      | Juventus      | fine prestito |

### Sessione invernale
| Acquisti | Acquisti         | Acquisti | Acquisti      |
| R.       | Nome             | da       | Modalità      |
| -------- | ---------------- | -------- | ------------- |
| C        | Melissa Bellucci | Juventus | prestito      |
| A        | Sara Baldi       | Como     | fine prestito |
| A        | Madelen Janogy   | Hammarby | definitivo    |

| Cessioni | Cessioni       | Cessioni  | Cessioni |
| R.       | Nome           | a         | Modalità |
| -------- | -------------- | --------- | -------- |
| D        | Martina Zanoli | Como      | prestito |
| A        | Sara Baldi     | Sampdoria | prestito |
| A        | Zsanett Kaján  | Como      | prestito |

## Risultati

### Serie A

#### Prima fase

##### Girone di andata
| Arbitro: | Sacchi (Macerata) |

|                       |           |                    |
| Catena 8’ Cinotti 84’ | Marcatori | 5’ (rig.) Sabatino |

| Arbitro: | Calzavara (Varese) |

|                    |           |                 |
| Junge Pedersen 78’ | Marcatori | 45+1’ Mijatović |

| Arbitro: | Cherchi (Carbonia) |

|                                     |           |  |
| Kaján 83’ (rig.) Boquete 86’ (rig.) | Marcatori |  |

| Arbitro: | Di Francesco (Ostia Lido) |

|                       |           |                                                 |
| Ippolito 90+1’ (rig.) | Marcatori | 18’ Catena 43’ Boquete 67’ Longo 78’ Hammarlund |

| Arbitro: | Zago (Conegliano) |

|            |           |                                    |
| Catena 67’ | Marcatori | 34’ Beerensteyn 77’ (rig.) Girelli |

| Arbitro: | Delrio (Reggio Emilia) |

|                 |           |  |
| Mijatović 90+2’ | Marcatori |  |

| Arbitro: | Marotta (Sapri) |

|  |           |            |
|  | Marcatori | 86’ Lundin |

| Arbitro: | Pacella (Roma 2) |

|                                        |           |  |
| Boquete 48’ (rig.) Longo 75’ Kaján 78’ | Marcatori |  |

| Arbitro: | Gasperotti (Rovereto) |

|                        |           |           |
| Greggi 24’ Glionna 60’ | Marcatori | 29’ Longo |

##### Girone di ritorno
| Arbitro: | Sacchi (Macerata) |

|             |           |                 |
| Beccari 85’ | Marcatori | 52’, 73’ Catena |

| Arbitro: | Scatena (Avezzano) |

|                                         |           |                   |
| Boquete 50’, 56’ (rig.), 80’ Catena 90’ | Marcatori | 2’, 58’ Cambiaghi |

| Arbitro: | Cerbasi (Arezzo) |

|                                  |           |                                                    |
| del Estal 72’ (rig.) Corelli 80’ | Marcatori | 32’ Boquete 57’ Catena 73’ Longo 87’ Jóhannsdóttir |

| Arbitro: | Gavini (Aprilia) |

|                                   |           |              |
| Jóhannsdóttir 23’ Janogy 77’, 82’ | Marcatori | 41’ Ferrario |

| Arbitro: | Drigo (Portogruaro) |

|                         |           |                 |
| Grosso 26’ Echegini 74’ | Marcatori | 19’, 32’ Janogy |

| Arbitro: | Gianquinto (Parma) |

|                          |           |                      |
| Dubcová 15’ Stašková 40’ | Marcatori | 21’ Janogy 51’ Agard |

| Arbitro: | Colaninno (Nola) |

|                                 |           |                     |
| Re 20’ (aut.) Jóhannsdóttir 80’ | Marcatori | 88’ V. Della Peruta |

| Arbitro: | Iannello (Messina) |

|  |           |             |
|  | Marcatori | 72’ Boquete |

| Arbitro: | Vergaro (Bari) |

|  |           |               |
|  | Marcatori | 43’ Giugliano |

#### Poule scudetto

##### Girone di andata
| Arbitro: | Poli (Verona) |

|               |           |  |
| Beccari 90+1’ | Marcatori |  |

| Arbitro: | Calzavara (Varese) |

|  |           |                                        |
|  | Marcatori | 8’ Serturini 61’ Magull 68’ Bonfantini |

| Arbitro: | Rinaldi (Bassano del Grappa) |

|                                   |           |  |
| Grosso 10’ Echegini 13’, 55’, 61’ | Marcatori |  |

| 13-14 aprile 2024 4ª giornata |  | – Turno di riposo |  |  |

| Bagno a Ripoli 20 aprile 2024, ore 16:15 CEST 5ª giornata | Fiorentina                   | 0 – 0 referto referto 2 | Roma | Stadio Curva Fiesole\| Arbitro: \| Rinaldi (Bassano del Grappa) \| |
| Arbitro:                                                  | Rinaldi (Bassano del Grappa) |                         |      |                                                                    |

##### Girone di ritorno
| Arbitro: | Di Reda (Molfetta) |

|                                             |           |                                                    |
| Janogy 18’, 35’ Hammarlund 32’ Severini 43’ | Marcatori | 30’ Prugna 77’ Sabatino 82’ Missipo 90+1’ Sciabica |

| Arbitro: | Milone (Taurianova) |

|                                  |           |                                   |
| Magull 40’ (rig.) Bonfantini 48’ | Marcatori | 50’ Severini 90+6’ (rig.) Boquete |

| Arbitro: | Tona Mbei (Cuneo) |

|  |           |                          |
|  | Marcatori | 43’ Cantore 87’ Bonansea |

| 11-12 maggio 2024 9ª giornata |  | – Turno di riposo |  |  |

| Arbitro: | Vogliacco (Roma) |

|                                                                |           |  |
| Minami 36’ Troelsgaard Nielsen 52’ Giacinti 58’, 80’ Viens 84’ | Marcatori |  |

### Coppa Italia
| Arbitro: | Caruso (Viterbo) |

|                   |           |                           |
| Labate 84’ (rig.) | Marcatori | 10’ Hammarlund 62’ Catena |

| Arbitro: | Delrio (Reggio Emilia) |

|                         |           |                           |
| Cambiaghi 42’ Polli 66’ | Marcatori | 3’ Longo 29’ (aut.) Bowen |

| Arbitro: | Di Francesco (Ostia Lido) |

|                                 |                      |                                   |
| Hammarlund 110’                 | Marcatori            | 103’ Cambiaghi                    |
| Boquete Toniolo Parisi Bellucci | Tiri di rigore 4 – 2 | Polli Milinković Thøgersen Jelčić |

| Arbitro: | Ubaldi (Roma 1) |

|            |           |  |
| Catena 65’ | Marcatori |  |

| Arbitro: | Grasso (Ariano Irpino) |

|                |           |                                   |
| Bragonzi 45+2’ | Marcatori | 4’, 50’ Janogy 23’ (rig.) Boquete |

| Arbitro: | Marotta (Sapri) |

|                                                   |                      |                                      |
| Giacinti 20’ Minami 76’ Viens 90’                 | Marcatori            | 11’ Hammarlund 48’, 72’ Janogy       |
| Giugliano Linari Sønstevold Valdezate Troelsgaard | Tiri di rigore 4 – 3 | Agard Cinotti Boquete Longo Severini |

## Statistiche

### Statistiche di squadra
| Competizione | Punti | In casa | In casa | In casa | In casa | In casa | In casa | In trasferta | In trasferta | In trasferta | In trasferta | In trasferta | In trasferta | Totale | Totale | Totale | Totale | Totale | Totale | DR |
| Competizione | Punti | G       | V       | N       | P       | Gf      | Gs      | G            | V            | N            | P            | Gf           | Gs           | G      | V      | N      | P      | Gf     | Gs     | DR |
| ------------ | ----- | ------- | ------- | ------- | ------- | ------- | ------- | ------------ | ------------ | ------------ | ------------ | ------------ | ------------ | ------ | ------ | ------ | ------ | ------ | ------ | -- |
| Serie A      | 42    | 13      | 7       | 2       | 4       | 22      | 17      | 13           | 5            | 4            | 4            | 20           | 23           | 26     | 12     | 6      | 8      | 42     | 40     | +2 |
| Coppa Italia | -     | 2       | 1       | 1       | 0       | 2       | 1       | 3            | 2            | 1            | 0            | 7            | 4            | 6      | 3      | 3      | 0      | 12     | 8      | +4 |
| Totale       | -     | 15      | 8       | 3       | 4       | 24      | 18      | 16           | 7            | 5            | 4            | 27           | 27           | 32     | 15     | 9      | 8      | 54     | 48     | +6 |

### Andamento in campionato
| Giornata  | 1 | 2 | 3 | 4 | 5 | 6 | 7 | 8 | 9 | 10 | 11 | 12 | 13 | 14 | 15 | 16 | 17 | 18 | 19 | 20 | 21 | 22 | 23 | 24 | 25 | 26 | 27 | 28 |
| --------- | - | - | - | - | - | - | - | - | - | -- | -- | -- | -- | -- | -- | -- | -- | -- | -- | -- | -- | -- | -- | -- | -- | -- | -- | -- |
| Luogo     | C | T | C | T | C | C | T | C | T | T  | C  | T  | C  | T  | T  | C  | T  | C  | T  | C  | T  | R  | C  | C  | T  | C  | R  | T  |
| Risultato | V | N | V | V | P | V | V | V | P | V  | V  | V  | V  | N  | N  | V  | V  | P  | P  | P  | P  | -  | N  | N  | N  | P  | -  | P  |
| Posizione | 1 | 3 | 3 | 3 | 3 | 3 | 3 | 3 | 3 | 3  | 3  | 3  | 3  | 3  | 3  | 3  | 3  | 3  | 3  | 3  | 3  | 3  | 3  | 3  | 3  | 3  | 3  | 3  |

Legenda:

Luogo: C = Casa; T = Trasferta. Risultato: V = Vittoria; N = Pareggio; P = Sconfitta.

### Statistiche delle giocatrici
| Giocatore         | Serie A  | Serie A | Serie A     | Serie A    | Coppa Italia | Coppa Italia | Coppa Italia | Coppa Italia | Totale   | Totale | Totale      | Totale     |
| Giocatore         | Presenze | Reti    | Ammonizioni | Espulsioni | Presenze     | Reti         | Ammonizioni  | Espulsioni   | Presenze | Reti   | Ammonizioni | Espulsioni |
| ----------------- | -------- | ------- | ----------- | ---------- | ------------ | ------------ | ------------ | ------------ | -------- | ------ | ----------- | ---------- |
| L. Agard          | 21       | 1       | 1           | 0          | 6            | 0            | 0            | 0            | 27       | 1      | 1           | 0          |
| R. Baldi          | 13       | -22     | 1           | 0          | 3            | -5           | 0            | 0            | 16       | -27    | 1           | 0          |
| V. Bartalini      | 0        | 0       | 0           | 0          | -            | -            | -            | -            | 0        | 0      | 0           | 0          |
| M. Bellucci       | 7        | 0       | 0           | 0          | 3            | 0            | 1            | 0            | 10       | 0      | 1           | 0          |
| V. Boquete        | 24       | 9       | 1           | 0          | 5            | 1            | 0            | 0            | 29       | 10     | 1           | 0          |
| D. Breitner       | 10       | 0       | 1           | 0          | 1            | 0            | 1            | 0            | 11       | 0      | 2           | 0          |
| M. Catena         | 24       | 7       | 3           | 0          | 6            | 2            | 1            | 0            | 30       | 9      | 4           | 0          |
| N. Cinotti        | 13       | 1       | 1           | 0          | 6            | 0            | 0            | 0            | 19       | 1      | 1           | 0          |
| K. Eržen          | 22       | 0       | 5           | 0          | 6            | 0            | 1            | 0            | 28       | 0      | 6           | 0          |
| E. Færge          | 26       | 0       | 0           | 0          | 5            | 0            | 0            | 0            | 31       | 0      | 0           | 0          |
| M. Georgieva      | 22       | 0       | 3           | 1          | 6            | 0            | 1            | 0            | 28       | 0      | 4           | 1          |
| P. Hammarlund     | 21       | 2       | 0           | 0          | 4            | 3            | 0            | 0            | 25       | 5      | 0           | 0          |
| M. Janogy         | 14       | 7       | 0           | 0          | 5            | 4            | 0            | 0            | 19       | 11     | 0           | 0          |
| A. Jóhannsdóttir  | 19       | 3       | 0           | 0          | 6            | 0            | 2            | 0            | 25       | 3      | 2           | 0          |
| Z. Kaján          | 6        | 2       | 0           | 0          | 1            | 0            | 0            | 0            | 7        | 2      | 0           | 0          |
| M. Longo          | 24       | 4       | 3           | 0          | 5            | 1            | 0            | 0            | 29       | 5      | 3           | 0          |
| K. Lundin         | 15       | 1       | 0           | 0          | 3            | 0            | 0            | 0            | 18       | 1      | 0           | 0          |
| L. Masini         | -        | -       | -           | -          | -            | -            | -            | -            | -        | -      | -           | -          |
| M. Mijatović      | 22       | 2       | 2           | 0          | 5            | 0            | 1            | 0            | 27       | 2      | 3           | 0          |
| A. Parisi         | 19       | 0       | 3           | 0          | 2            | 0            | 1            | 0            | 21       | 0      | 4           | 0          |
| F. Russo          | 0        | 0       | 0           | 0          | 0            | 0            | 0            | 0            | 0        | 0      | 0           | 0          |
| M. Santini        | 0        | 0       | 0           | 0          | -            | -            | -            | -            | 0        | 0      | 0           | 0          |
| K. Schroffenegger | 13       | -18     | 1           | 0          | 3            | -3           | 0            | 0            | 16       | -21    | 1           | 0          |
| E. Severini       | 25       | 2       | 6           | 0          | 5            | 0            | 1            | 0            | 30       | 2      | 7           | 0          |
| G. Spinelli       | 8        | 0       | 0           | 0          | 2            | 0            | 1            | 0            | 10       | 0      | 1           | 0          |
| M. Toniolo        | 22       | 0       | 5           | 0          | 5            | 0            | 0            | 0            | 27       | 0      | 5           | 0          |
| A. Tortelli       | 15       | 0       | 1           | 0          | 1            | 0            | 0            | 0            | 16       | 0      | 1           | 0          |
| L. Tucceri Cimini | 7        | 0       | 0           | 0          | 1            | 0            | 0            | 0            | 8        | 0      | 0           | 0          |
| M. Zanoli         | 2        | 0       | 0           | 0          | 1            | 0            | 0            | 0            | 3        | 0      | 0           | 0          |